# Hypotrachyna wirthii
Hypotrachyna wirthii är en lavart som beskrevs av Sipman, Elix & T. H. Nash. Hypotrachyna wirthii ingår i släktet Hypotrachyna och familjen Parmeliaceae.   Inga underarter finns listade i Catalogue of Life.